# قط دراجون لي

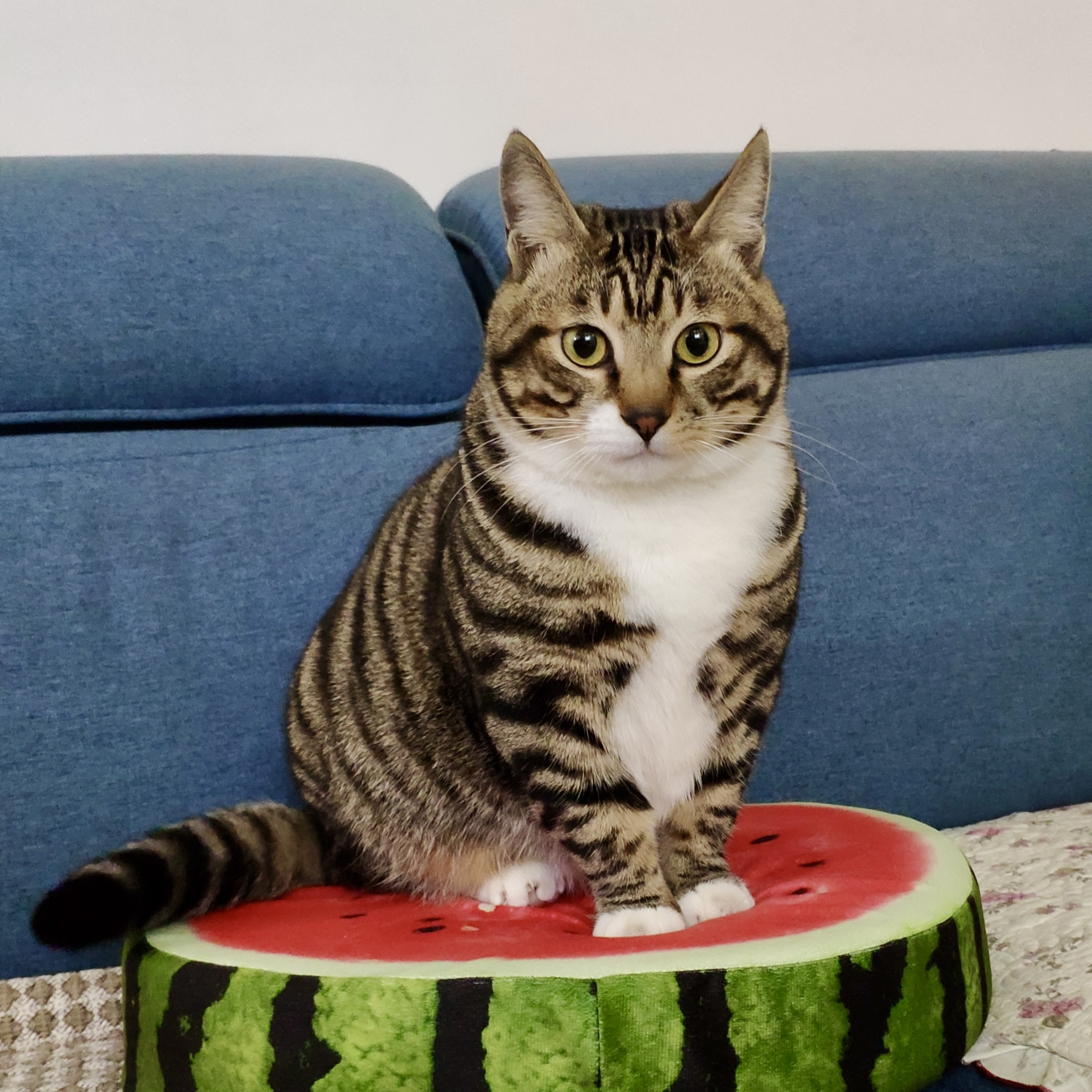
قط دراجون لي

قط دراجون لي (بالإنجليزية: Dragon Li)‏ (بالصينية:狸花猫) ، هي سلالة قطط صينية نشأت من فلكلور صيني .